# 西鄉賴母
西鄉賴母（日语：／ Saigō Tanomo，1830年5月16日—1903年4月28日）日本江戶時代後期至明治時代初期的一位武士、武術家。諱近悳，號栖雲，又號醉月，賴母是其通稱。明治維新之後改名保科賴母（日语：／ Hoshina Tanomo）。晩年自號八握髯翁。
西鄉賴母的祖先是室町時代的三河國的仁木氏，松平家（德川家）勢力擴大後臣服於松平家。江戶幕府建立之後，西鄉家歷代當主擔任會津藩家老達200年之久，傳至西鄉賴母已是第九代。
西鄉賴母於1860年（萬延元年）繼任西鄉家家督並擔任會津藩的家老，俸祿1700石。1862年（文久2年），江戶幕府邀請藩主松平容保擔任京都守護職，西鄉賴母認為政局動盪，勸松平容保不要答應，遭到松平容保的憤怒拒絕。禁門之變發生之後，西鄉賴母前往京都，勸說松平容保回藩，結果被罷免了家老一職蟄居。
1868年（明治元年），戊辰戰爭爆發，松平容保恢復了他家老一職。在會津戰爭中，最初他主張對新政府持恭順態度，但得知長州藩、薩摩藩提出斬容保親子前來投降的要求後轉為強硬態度。西鄉賴母據守白河城抗擊新政府軍，但被由伊地知正治所率的薩摩兵擊敗，城池失陷（白河口之戰）。此後他一度試圖奪還白河城，皆失敗，轉為藉助峽谷地形進行防禦。
新政府軍兵臨藩主的居城若松城下，西鄉賴母再主和議，但藩士皆主張頑抗到底。若松城降服後，其母親、妻子以及大部分子女自殺了，西鄉賴母逃往箱館，投奔榎本武揚、土方歲三等所建立的蝦夷共和國。蝦夷共和國在箱館戰爭中戰敗滅亡，西鄉賴母被逮捕，關押於館林藩。
1870年改名保科賴母。1872年獲得赦免，在伊豆開設私塾。此後擔任九州島都都古別神社宮司的職務，但在西南戰爭期間由於曾經與西鄉隆盛關係密切而被免職。1887年參加了大同團結運動。1889年擔任靈山神社的宮司，在此期間將祖傳的大東流合氣柔術傳給了武田惣角。1899年辭職返回鄉里，1903年死去。葬於會津的善龍寺。著有《栖雲記》。
西鄉賴母以其大多數家族成員為江戶幕府殉難而被當作悲劇人物介紹。此外，講道館四天王之一的西鄉四郎是他的養子。